# Per grazia ricevuta (film)
Per grazia ricevuta è un film del 1971 scritto, diretto e interpretato da Nino Manfredi.
Fu presentato in concorso al 24º Festival di Cannes, dove vinse il premio per la miglior opera prima.

## Trama
Un qualificato chirurgo viene chiamato in un piccolo ospedale privato per operare un uomo in gravi condizioni a causa di un tentativo di suicidio, di nome Benedetto Parisi. In sala d'attesa si trovano la compagna Giovanna Micheli, incinta di lui, che dà il consenso alla rischiosa operazione, e sua madre, Immacolata, che si augura la morte dell'uomo, desiderando far sposare Giovanna a un avvocato amico di famiglia che Immacolata ritiene più degno, per i sentimenti religiosi che invece Benedetto non ha più.
La narrazione, con continue analessi, si intreccia con i primi anni di vita di Benedetto, ragazzino vivace e sfrontato che vive in un paesino agricolo dell'Alta Terra di Lavoro. Benedetto è orfano e vive con una zia nubile, che lo rimprovera, lo riempie di scrupoli religiosi e medita di sbarazzarsene affidandolo a un orfanotrofio. Di notte il ragazzo non riesce a dormire perché ha paura di certi rumori: la zia gli dice che sono rimorsi per le sue cattiverie, quando in realtà è lei stessa a causarli ricevendo uomini. Anche gli amici di Benedetto sono pervasi dagli scrupoli: temono di essere in peccato mortale per aver guardato, nascosti nei campi, sotto le gonne delle contadine intente alla raccolta. Mentre si appresta a ricevere la prima comunione, Benedetto riceve dal curato don Quirino l'effigie di sant'Eusebio, martirizzato sul rogo.
La notte stessa il ragazzo scopre per caso Giovanni, un amante della zia, che si è nascosto dentro un armadio: la donna riesce a spacciarlo per sant'Eusebio e impone al nipote di non dirlo a nessuno. Benedetto non è convinto ma alla fine ci crede. L'indomani infatti, prima di recarsi a scuola, affigge una preghiera scritta a sant'Eusebio nell'armadio dove ha scoperto Giovanni, ma proprio in quel momento la zia entra nella stanza e inizia a spogliarsi per fare un bagno, mostrandosi inavvertitamente nuda al nipote. Benedetto non ha il coraggio di confessare questo presunto peccato a don Quirino, e al momento della prima comunione, credendosi in sacrilegio, il ragazzo si sente soffocare dall'ostia: per la vergogna fugge via dalla chiesa e precipita in un dirupo, restando però incolume. La gente grida al miracolo e Benedetto viene condotto in processione fra le popolane che gli chiedono grazie. La zia coglie al volo l'occasione per liberarsene, dedicandolo al santo e facendolo accogliere in un convento francescano, in cui trascorre la giovinezza.
Benedetto cresce convinto di essere stato miracolato, e lavorando come manovale nel convento di frati, si sente lontano dalle tentazioni del mondo. I frati si affezionano alla sua ingenua semplicità e aspettano un segno che indichi definitivamente al giovane la sua vocazione. L'abate intanto vorrebbe che egli facesse esperienza del mondo, seguendo un venditore ambulante, zi' Checco, che si reca spesso al convento. Il ragazzo però sente ormai forte l'attrazione per l'altro sesso, come ha scoperto casualmente.
Dopo qualche tempo, Benedetto, diventato nel frattempo venditore ambulante di vestiti, conosce un farmacista ateo, Oreste Micheli, che simpatizza con lui e cerca di allontanarlo dagli scrupoli religiosi e dalla fede stessa. Lo porta anche da una prostituta ma Benedetto non consuma il rapporto perché la donna è sposata. Intanto si innamora, ricambiato, di Giovanna, la bella figlia del farmacista, e così crede di aver dato pace alla sua esistenza. Oreste non ha mai sposato la madre di Giovanna, Immacolata, una donna al contrario molto osservante se non bigotta, che continua a minacciarlo di volerlo denunciare per la presunta violenza sessuale da cui nacque la figlia.
Giovanna, che come Benedetto è vergine, è invece vicina alle idee del padre, e induce il giovane a vincere le sue resistenze e a liberarsi finalmente con lei delle inibizioni sessuali. Egli è però combattuto fra il desiderio di sposarla, decisione che compiacerebbe la madre, e la simpatia per le idee di Oreste. Quando finalmente si decide a sposarsi, al momento fatidico Benedetto esita ad assentire alla formula matrimoniale ed è Giovanna che al suo posto risponde no. I due giovani, di comune accordo, danno vita a una convivenza more uxorio per sei anni.
Poco dopo la scoperta della gravidanza di Giovanna, Oreste ha un attacco di cuore. In assenza di Benedetto, Immacolata, la madre di Giovanna, approfitta del torpore di morte imminente di Oreste per fargli amministrare l'unzione degli infermi. Il farmacista, morente, bacia il crocifisso che il prete gli avvicina alle labbra. Benedetto arriva in tempo per assistere alla scena e, sconvolto dalla presunta conversione del suocero, dopo la morte dell'uomo a cui si era sentito più vicino in tutta la sua vita fugge via e tenta il suicidio lanciandosi da un precipizio sul mare. Condotto in ospedale, si salva, ridestandosi poi alle parole del professore-chirurgo che esclama all'evidenza della buona riuscita dell'operazione: "È stato un miracolo".

## Critica
È questa di Manfredi un'impegnativa prova di attore e regista che seppe però realizzare ottenendo successo di critica e di pubblico, nonostante la complessità del tema trattato. Da questa sua seconda esperienza alla regia di un film poteva accadere che Manfredi ripetesse il cliché delle sue commedie popolari ed invece egli affronta un tema difficile, quello della fede e dell'educazione religiosa, che per quanto in età adulta si pensi di avere superato continua a rimanere impresso in noi e a condizionare la nostra esistenza..
In questo film Manfredi ha ormai raggiunto la sua piena maturità artistica distaccandosi definitivamente dal popolare personaggio televisivo del "barista di Ceccano".
Come ha confermato lo stesso Manfredi, in questo film c'è un riferimento autobiografico alla sua infanzia, in cui fu affetto dalla tubercolosi. Da questo avvenimento era nato in lui il dubbio: "Si est Deus unde malum?" ("Se Dio esiste da dove proviene il male?"). È questo il tema che Benedetto discute quella notte con il farmacista che raccoglie articoli di giornale dove vengono descritti incredibili episodi tragici e talora ridicoli avvenimenti che colpiscono dolorosamente una umanità incolpevole.
Manfredi nonostante la complessità del tema trattato sa mantenersi su una linea di equilibrio dosando i toni comici e quelli drammatici, valendosi anche delle interpretazioni dei suoi attori che hanno fatto sì che il pubblico ne segnasse il successo.
Manfredi fu protagonista di diversi film di Luigi Magni a contenuto critico della religione come Nell'anno del Signore, In nome del Papa Re, Secondo Ponzio Pilato. Il regista romano in un'intervista televisiva ha rivelato come insieme a Manfredi, con cui collaborò per la sceneggiatura del film Per grazia ricevuta, discutevano spesso di argomenti religiosi.
Il film fece rumore nell'Italia del 1971, che si avviava alla libertà sessuale, ma dove ancora i discorsi anticlericali di Benedetto e del farmacista non potevano passare inosservati alla gerarchia ecclesiastica. Lo stesso Manfredi ricorda come un gesuita spesso intervenne preventivamente a modificare in modo più sfumato certe battute del copione. Nel film Manfredi evita una presa di posizione nei riguardi del tema, il film è pervaso dal suo scetticismo religioso, ma il giudizio finale è lasciato allo spettatore.
La pellicola fu la prima comparsa cinematografica di Luca Manfredi, all'epoca undicenne.

## I luoghi del film
Il film fu girato nell'estate del 1970, in gran parte tra il Basso Lazio, Tuscia e in Umbria. I luoghi in ordine di apparizione: Villa Volpi di Sabaudia (la clinica privata); Fontana Liri (il paese del giovane Benedetto); cascate di monte Gelato a Mazzano Romano (dove incontra le scolaresche); l'Abbazia di San Cassiano, situato su una gola del fiume Nera, nelle vicinanze di Stifone di Narni (il convento); Allo Speco di San Francesco nei pressi di Sant'Urbano di Narni; Monterosi (paese in cui vende la biancheria); l'acquedotto di Nepi (l'incontro con la ragazza "chiacchierata"); Todi (dove Benedetto incontra il farmacista e "tenta" il matrimonio); Monte d'Oro e spiaggia dei sassolini a Scauri (dove Benedetto cerca di suicidarsi); Pontecorvo (dove Benedetto e gli altri ragazzini spiano le donne mentre raccolgono le foglie di tabacco); San Giovanni Incarico (la collina dove ci sono le balle di paglia sopra un antico carro di legno).

## Incassi
Il film, con un incasso di quasi quattro miliardi di lire, fu il maggiore successo della stagione cinematografica italiana 1970-71.
Detiene ad oggi il 46º posto nella classifica dei film italiani più visti di sempre con 9 590 432 spettatori paganti.

## Riconoscimenti
- 1971 - Festival di Cannes
  - Premio per la migliore opera prima
- 1971 - David di Donatello
  - David speciale a Nino Manfredi
- 1972 - Nastro d'argento
  - Miglior sceneggiatura
  - Miglior soggetto

## Curiosità
- In una scena del film l'attrice Véronique Vendell canta una strofa di Verde luna nota canzone degli anni '40.